# The Path of Totality Tour: Live at the Hollywood Palladium
The Path of Totality Tour: Live at the Hollywood Palladium è il secondo album dal vivo del gruppo musicale statunitense Korn, pubblicato il 4 settembre 2012 dalla Shout! Factory e dalla AFM Records (in Europa).

## Descrizione
Si tratta della registrazione dello spettacolo dal vivo che i Korn hanno tenuto il 6 dicembre 2011 all'Hollywood Palladium nella città californiana, per promuovere il loro decimo album in studio The Path of Totality. Alcuni dei DJ che hanno collaborato a quell'album sono saliti sul palco insieme alla band. La tracklist del DVD è la stessa di quella del CD; inoltre vi sono anche delle interviste bonus ai componenti del gruppo, a Zac Baird e a Roboto.

## Tracce
1. Get Up! – 4:45
2. Kill Mercy Within – 3:38
3. Illuminati – 4:00
4. Chaos Lives in Everything – 4:00
5. My Wall – 3:30
6. Way Too Far – 3:53
7. Narcissistic Cannibal – 3:39
8. Here to Stay – 4:36
9. Freak on a Leash – 4:47
10. Falling Away from Me – 5:50
11. Predictable – 4:18
12. Another Brick in the Wall – 11:47 – originariamente interpretata dai Pink Floyd
13. Shoots and Ladders – 4:17
14. One – 1:03 – originariamente interpretata dai Metallica
15. Got the Life – 3:52
16. Blind – 6:30

## Formazione
Gruppo
- Jonathan Davis – voce
- James "Munky" Shaffer – chitarra
- Fieldy Arvizu – basso
- Ray Luzier – batteria

Altri musicisti
- Zac Baird – tastiera, sintetizzatore
- Wes Geer – chitarra
- Skrillex – chitarra (tracce 1 e 6)
- Kill the Noise – programmazione (traccia 6)